# Silke Smulders
Silke Smulders née le 1er avril 2001 à Loon op Zand, est une coureuse cycliste néerlandaise.

## Biographie
En 2020, Silke Smulders participe aux championnats d'Europe sur route espoirs où elle emmène le sprint pour Lonneke Uneken, qui remporte la médaille d'argent, tandis que Smulders se classe huitième. En raison de cette performance et de son résultat au Trophée des Grimpeuses 2020, elle obtient un contrat professionnel en 2021 avec Lotto-Soudal Ladies. Cette saison-là, elle termine cinquième au classement des jeunes du Tour d'Italie.
En 2022, elle rejoint l'équipe Liv Racing-Xstra, avec qui, elle participe au Tour de France. Après l'arrêt de l'équipe à la fin d'année 2023, elle signe avec Liv AlUla Jayco en 2024. Elle se révèle lors de sa première année dans l'équipe, en remportant une étape du Tour d'Andalousie, où elle se classe deuxième du général. Elle se classe également treizième du Tour d'Italie.

## Palmarès

### Par années
- 2020
  - 8e du championnat d'Europe sur route espoirs
- 2024
  - 1re étape du Tour d'Andalousie
  - 2e du Tour d'Andalousie
  - 7e du Simac Ladies Tour
- 2025
  - 2e du Women's Tour Down Under
  - 5e de la Cadel Evans Great Ocean Road Race
  - 10e des Strade Bianche

### Résultats sur les grands tours

#### Tour de France
4 participations :
- 2022 : 79e
- 2023 : 46e
- 2024 : 21e
- 2025 : 43e

#### Tour d'Italie
3 participations
- 2021 : 29e
- 2024 : 13e
- 2025 : 14e

#### Tour d'Espagne
2 participations
- 2023 : 63e
- 2024 : 21e

### Classements mondiaux
| Année                                 | 2020 | 2021 | 2022 | 2023 | 2024 |
| ------------------------------------- | ---- | ---- | ---- | ---- | ---- |
| Classement UCI                        | 379e | 361e | 318e | 613e | 80e  |
| UCI World Tour                        | nc   | 107e | 120e | 200e | 59e  |
|                                       |      |      |      |      |      |
| Légende : nc = non classéSource : UCI |      |      |      |      |      |